# Louis Bernard (homme politique, 1886-1956)
 (octobre 2024).
Pour les articles homonymes, voir Bernard et Louis Bernard.
Louis Bernard est un homme politique français, né le 26 janvier 1886 à Nîmes et mort le 28 février 1956 dans la même ville.

## Mandats
- Adjoint au maire de Nîmes (1912-?)
- Député du Gard (1914-1919)
- Conseiller général du canton de Nîmes-2 (1937-1945)

### Sources
- « Louis Bernard (homme politique, 1886-1956) », dans le Dictionnaire des parlementaires français (1889-1940), sous la direction de Jean Jolly, PUF, 1960 [détail de l’édition]